# Caledopsyche kimminsi
Caledopsyche kimminsi là một loài Trichoptera trong họ Hydropsychidae. Chúng phân bố ở miền Australasia.